# Auctoriële verteller
Een auctoriële verteller is een term uit de narratologie, waarmee bedoeld wordt dat degene die het verhaal vertelt alwetend is. Zo geeft Homerus in de Ilias weleens commentaar op het optreden van zijn personages, die bijvoorbeeld dwaas handelen. 
Een auctoriële (of auctoriale) verteller kan zowel een ik-standpunt als een hij/zij-standpunt aannemen. Een auctoriële verteller onderscheidt zich van een personele verteller doordat hij meer weet dan de personages. 